# Lonchitidaceae
Famille
Les Lonchitidaceae sont une famille de fougères de l'ordre des Polypodiales, qui dans la classification moderne de Christenhusz et al. 2011,, est monophylétique. Elle ne comprend qu'un seul genre, Lonchitis, et 33 espèces. Elle est originaire d'Amérique.

## Étymologie
Le nom vient du genre Lonchitis, dérivé du grec λόγχ / longch), « lance ; javelot », en référence à la forme des feuilles. Le nom λόγχιτις / lónchitis fut utilisé par Dioscoride pour une orchidée ; Théis précise d'ailleurs : 

« Le lonchitis dit Dioscorides... porte une semence triangulaire en forme de fer de lance et c'est de là qu'il tire son nom. »

## Classification
Présentation
La classification la plus récente est celle de Christenhusz et al., 2011 (es),, (basée sur Smith et al. 2006 et 2008 (es) 2008), qui fournit également une séquence linéaire des lycophytes et des monilophytes.
- Famille 26. Lonchitidaceae, C. Presl ex M.R.Schomb., Reis. Br.-Guyane (Ri. Schomburgk) 2 : 1047 (1848).
  - 1 genre (Lonchitis)[9].

Localisation taxonomique 
Plantae (clade), Viridiplantae, Streptophyta, Streptophytina, Embryophyta, Tracheophyta, Euphyllophyta, Monilophyta, Classe Polypodiopsida, Sous-classe Polypodiidae, Ordre Polypodiales, Famille Lonchitidaceae, Genre Lonchitis.
Cette famille n'était pas dans la classification de Smith et al. (2006), qui plaçait le genre dans les Lindsaeaceae, avec le commentaire : « Traditionnellement situé avec les Dennstaedtiaceae, son inclusion dans les Lindsaeaceae en ce qui concerne sa morphologie n'est pas évidente, mais des preuves moléculaires le suggèrent fortement ».

## Quelques espèces
- Lonchitis anthriscifolia, Bory
- Lonchitis bipinnata, Forssk.
- Lonchitis caffrorum, Bernh.
- Lonchitis cordigera, (L.) Bubani
- Lonchitis coriacea, Tardieu